# Писаренко, Павел Трофимович
Павел Трофимович Писаренко (1921—1996) — гвардии старшина Советской Армии, участник Великой Отечественной войны, Герой Советского Союза (1945).

## Биография
Павел Писаренко родился 10 октября 1921 года в селе Станиславовка (ныне — Виньковецкий район Хмельницкой области Украины). После окончания начальной школы работал слесарем на заводе в Николаеве. В январе 1941 года Писаренко был призван на службу в Рабоче-крестьянскую Красную Армию. С июня того же года — на фронтах Великой Отечественной войны. За время войны пять раз был ранен.
К февралю 1945 года гвардии сержант Павел Писаренко командовал орудием танка «Т-34» 1-го батальона 36-й гвардейской танковой бригады 4-го гвардейского механизированного корпуса 7-й гвардейской армии 2-го Украинского фронта. Отличился во время освобождения Чехословакии. В период с 17 по 25 февраля 1945 года экипаж Писаренко участвовал в боях на правом берегу реки Грон в районе населённых пунктов Солдина и Камендин к северу от города Штурово, уничтожив в общей сложности 9 танков, 5 БТР и около 270 солдат и офицеров противника.
Указом Президиума Верховного Совета СССР от 28 апреля 1945 года за «образцовое выполнение боевых заданий командования на фронте борьбы с немецкими захватчиками и проявленные при этом мужество и героизм» гвардии сержант Павел Писаренко был удостоен высокого звания Героя Советского Союза с вручением ордена Ленина и медали «Золотая Звезда» за номером 4983.
В 1946 году в звании старшины Писаренко был демобилизован. Проживал и работал в посёлке Виньковцы Хмельницкой области Украины. Скончался 7 декабря 1996 года, похоронен в селе Зиньков Виньковецкого района.
Был также награждён орденами Отечественной войны 1-й степени и «Знак Почёта», рядом медалей.